# Ⰼ
Cette page contient des caractères spéciaux ou non latins. S’ils s’affichent mal (▯, ?, etc.), consultez la page d’aide Unicode.
Djerv (Гѥрв en cyrillique ; capitale Ⰼ, minuscule ⰼ) est la 12e lettre de l'alphabet glagolitique.

## Linguistique
La lettre sert à noter le phonème /dʑ/.

## Historique
L'origine de la lettre n'est pas connue.

## Représentation informatique
- Unicode :
  - Capitale Ⰼ : U+2C0C
  - Minuscule ⰼ : U+2C3C